# Repent
Repent est un groupe allemand de thrash metal, originaire de Lauf an der Pegnitz, en Bavière.

## Histoire
Le groupe est formé vers la fin de l'année 1992 par le batteur Michael Müller et le guitariste Philip Rath. Au début, le groupe ne jouait que des reprises. Les deux premières démos suivent en 1997 et 1998. Les deux démos sont très bien accueillies par la presse spécialisée.
En automne 2000, le groupe enregistre son premier album, Escape from Reality. Il s'ensuit des concerts dans toute l'Allemagne avec des groupes comme Slough Feg, Extreme Noise Terror, Disbelief, Twisted Tower Dire, Soul Demise, Kaamos et Legacy of Hate. Le deuxième album Disciple of Decline sort en novembre 2004 sur Autopsy Stench Records,. En décembre 2005, le groupe donne deux concerts, après quoi le chanteur Serkan Sanli, le guitariste Andreas Naucke Andi, le batteur Michael Müller, ainsi que le bassiste Stefan Kuhr quittent le groupe en  décembre 2009. Au cours des quatre années suivantes, le groupe cherche une formation stable.
En 2010, le groupe sort une démo avec la nouvelle formation,. En 2019, ils sortent l'album Condemned to Fail.

## Style musical
Le groupe joue du thrash metal classique qui correspond à celui de la baie de San Francisco. Dans sa biographie en anglais, le groupe cite comme influences Slayer, les premières œuvres de Metallica, Exodus, Forbidden, Sacred Reich, Heathen et Nuclear Assault, et dans celle en allemand, Slayer, Exodus, Forbidden, Sacred Reich et Overkill. Reini de Stormbringer compare leur musique à celle de Vio-lence, Atrophy, Testament à l'époque de The Legacy et Forbidden. 

## Discographie
- 1997 : On Your Knees (démo)
- 1998 : Black Path (démo)
- 2000 : Escape from Reality (album, Scarecrow Records)
- 2001 : Deadly Thrash Attack (démo)
- 2003 : Promo 2003 (démo)
- 2004 : Disciple of Decline (album, Autopsy Stench Records)
- 2010 : Promo 2009 (démo)
- 2019 : Condemned to Fail (album)
- 2024 : Demo 2024 (démo)